# حزب کمونیست فیلیپین-۱۹۳۰
حزب کمونیست فیلیپین -۱۹۳۰ (انگلیسی: Partido Komunista ng Pilipinas-1930) یک حزب کمونیست در فیلیپین است که در ۷ نوامبر ۱۹۳۰ تأسیس شده‌است. 